# Vikeholmen fyr
Vikeholmen fyr er et fyr som ligger på en holm 800 meter syd for Skudeneshavn på Karmøy i Rogaland, på nordsiden af Skudenesfjorden
Fyret blev bygget i 1849, først som et midlertidig fiskefyr under sildefiskeriet i vinterhalvåret. I 1875 blev det nuværende fyr bygget som et af de første i landet i beton. Det blev affolket og automatiseret i 1908 og erstattet af en fyrlygte. En periode efter dette blev den gamle fyrbygning brugt som bolig, men blev efrerhånden fraflyttet og stedet forfaldt. I 1965 overtog Skudenes Sjømannsforening fyret, og har siden da brugt det som overnatningssted.
Den nye fyrlygte står opført som Vikaholmen hos Kystverket.

## Eksterne kilder og henvisninger
- Vikeholmen fyrstasjon Norsk Fyrhistorisk Forening